# Mitología aragonesa
Mitología aragonesa es el nombre que recibe el conjunto de seres y creencias que pertenecen a las leyendas de tradición oral o bien han pasado a formar parte de ellas a partir de otras leyendas de origen culto. La mitología aragonesa es muy rica y de orígenes muy antiguos, además, en muchas zonas se han conservado y se han transmitido las leyendas de manera muy fiel debido al aislamiento propio de zonas rurales, apenas pobladas y situadas en las altas montañas pirenaicas o de difícil acceso.

La riqueza de la mitología aragonesa proviene también de las diversas poblaciones que se han ido asentando a lo largo de los siglos en esta zona del Noreste de la península ibérica: celtas, celtíberos, vascones, fenicios, godos, árabes, romanos, …

Antiguas diosas y dioses que se confunden con montañas, gigantes y gigantas, fadas y dragones, duendes y pantasmas, bestias y monstruos, moras encantadas, bruxas y caballeros en busca del Grial conforman un denso corpus legendario y mitológico aragonés que, sin embargo, muchas veces ha sido confundido y compartido con culturas de territorios adyacentes o integrados durante siglos en la antigua Corona de Aragón.

El proceso de recuperación y normalización en los últimos años del idioma aragonés ha permitido también que muchos de los personajes mitológicos se hayan identificado con sus nombres propios: Ome Granizo, Marigüena, Fada, Laina, Muller d'Augua, Bruxa, Cazataire Malaito, Basajarau, Encante, Lacuerco, Menuto y tantos otros vocablos que dan personalidad a gigantes, diosas, dioses, hadas, lamias, brujas, duendes, etc.

## Creencias paganas pirenaicas aragonesas
En las antiguas creencias de los habitantes pirenaicos que han sobrevivido a pesar de la romanización y la cristianización, se hallan mitos sobre dioses identificados con montañas como los Omes granizos, Moros constructores de dólmenes, Filaderas o diosas hilanderas gigantas, la diosa Marigüena o la creencia en númenes de la naturaleza como Silbán, Basajarau o las Tres Buenas Fadas.

## Marigüena o Mariuena

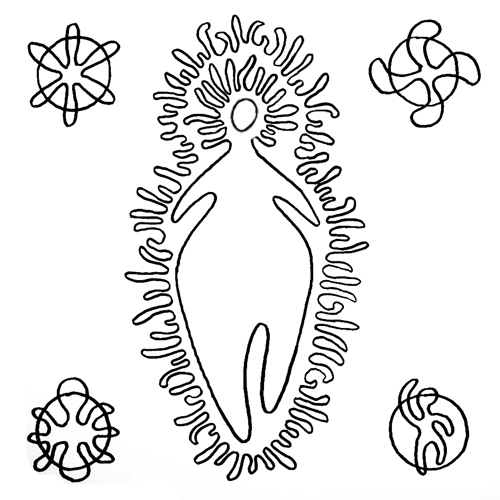
Representación de La Buena Mari.

También llamada La Madre, La Buena Mari, Marguana, Mari Castaña, La Filadera, La Hilandera o La Tejedora.
Es una diosa femenina que representa a la Madre Tierra y que según la tradición aragonesa es una deidad bondadosa. Mariuena es una diosa de la Naturaleza y de la fertilidad análoga con la Diosa Mari de la mitología vasca. También se la representa como una diosa telúrica y maternal, siendo guía de los espíritus, de los muertos y de otros seres.
Es guardiana de la vida y del destino de los seres, por eso también se la llama Tejedora del Destino.  En algunas leyendas se dice que tiene tres aspectos, que son joven, adulta y anciana, representando el ciclo de la naturaleza, de ahí que también se la llame las Tres Buenas Fadas o las Tres Serols.

## El Buco

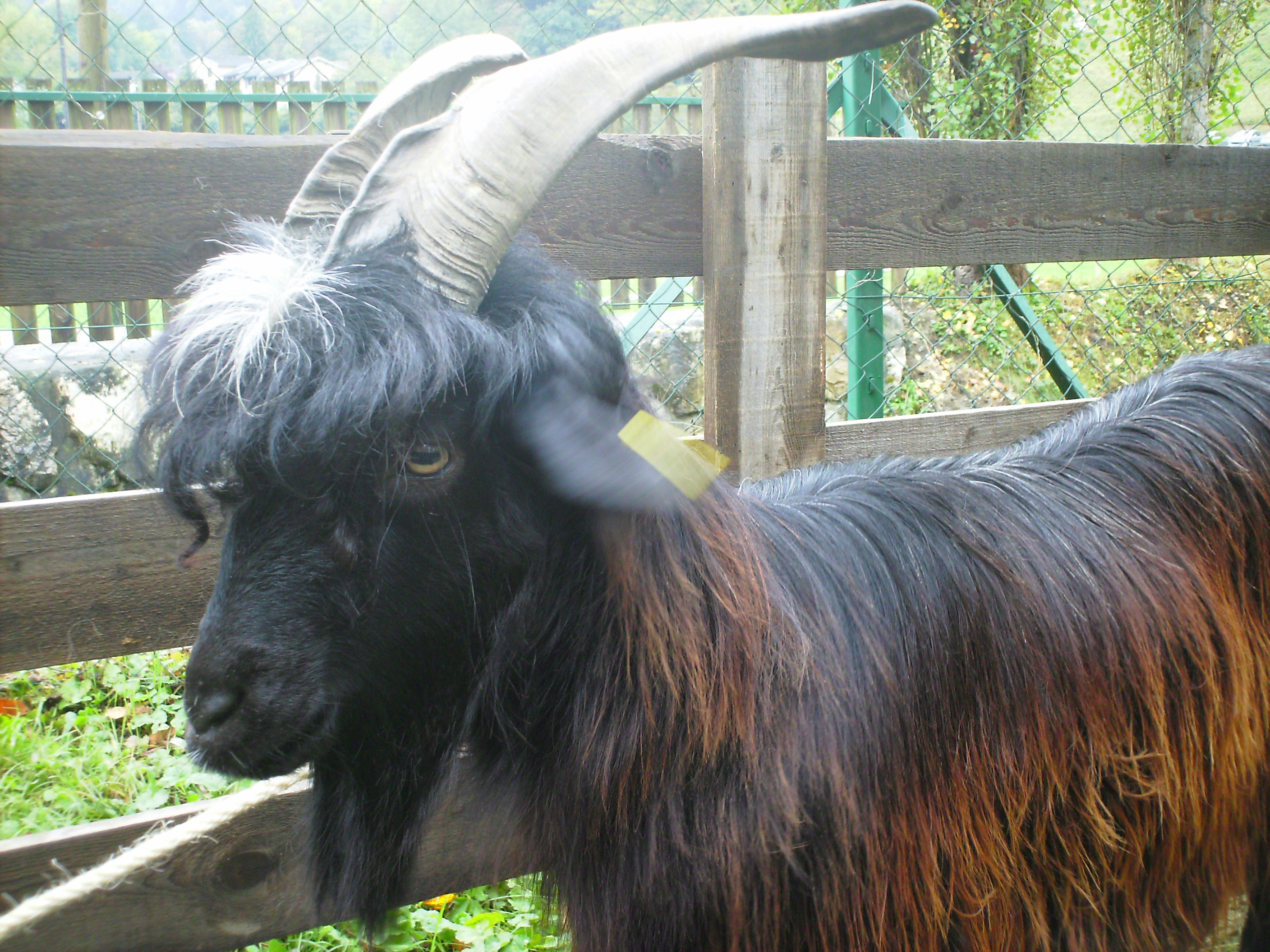
Macho cabrío negro del Pirineo.

También llamado Boc, Boch, Boque, Bosc, Box, Crabon o Cabrón.
Conocido popularmente como el macho cabrío negro. Es la representación de una deidad masculina presente en toda Europa y similar a Akerbeltz de la mitología vasca.
El Buco, al igual que Marigüena, es un dios de la naturaleza y de la fertilidad. Se le representa como guardián de los bosques, los prados y los animales. También es un símbolo de la fuerza, el poder vital y la virilidad, por eso, la figura del Buco es protagonista en muchos festejos populares, como es el caso de las Trangas en el Carnaval de Bielsa.
Según la tradición aragonesa, el Buco tiene poderes sobre otros espíritus, puede provocar tempestades y tiene dotes curativas y benéficas sobre animales, personas y otros seres.  Por eso, antiguamente era costumbre en muchas casas, para impedir que el ganado fuera atacado por enfermedades o el maldau de las bruxas, criar un macho cabrío negro en representación de esta divinidad.
El Buco solía ser invocado por las bruxas y el lugar donde se hacía el ritual era un prado, conocido como Lanna del Boc. Las bruxas hacían ofrendas huevos y pan al Buco, con el fin de que estos bienes no falten en las casas.
Al imponerse el cristianismo, se intento erradicar las antiguas creencias y empezó a identificar al Buco y el macho cabrío con las fuerzas maléficas y el diablo.

## Las Bruxas y Brujones
Las brujas, que reciben diferentes denominaciones a lo largo de todo Aragón, como bruxas o broxas y bruxos o brujones para la parte masculina, han tenido especial relevancia a lo largo de toda la historia y en la mitología aragonesa. En la mayoría de los casos, los practicantes de este antiguo arte fueron mujeres. Estas personas, eran demonizadas y temidas por gran parte de la población debido a las leyendas que suscitaban y por el miedo a recibir el maldau de las bruxas. Sin embargo, en muchas ocasiones, estas personas eran en gran parte, curanderas, parteras, ponedores de huesos y saludadoras locales que conocían las propiedades medicinales de las plantas y de los animales en beneficio de las personas, el ganado y las cosechas.
En Aragón, era común el brujón o bruja individual, no participando en ritos colectivos. En unos casos, atendían a una clientela y en otros, simplemente, se les suponía capaces de haber hecho o provocado determinados sucesos o acciones. Las más frecuentes han sido: curar enfermedades, muerte, posesión demoniaca, encortar, metamórfosis en determinados animales, daños en los campos, plagas, sequías y pedrisco. Las tormentas más dañinas eran atribuidas a las brujas. También se las consideraba causantes de accidentes y capaces de predicciones y adivinaciones. Si podían hacer el mal, también podían cortarlo y lógicamente se buscaba su apoyo en muchos casos.
Gran parte de los conocimientos de las Brujas y Brujones, además de la transmisión oral de unos a otros, se propagaban a través de libros y papeles mágicos. De todos estos escritos, el Libro de San Cipriano era el más popular. Se lo conocía también, según las comarcas, como "Libro de las Brujas", "Libro Verde" o simplemente "El Libro". Se le atribuían propiedades por el mero hecho de su misterioso contenido y la gente aseguraba que si se intentaba quemar o destruir el libro, este desaparecía o repelía las llamas.

### Conventículos

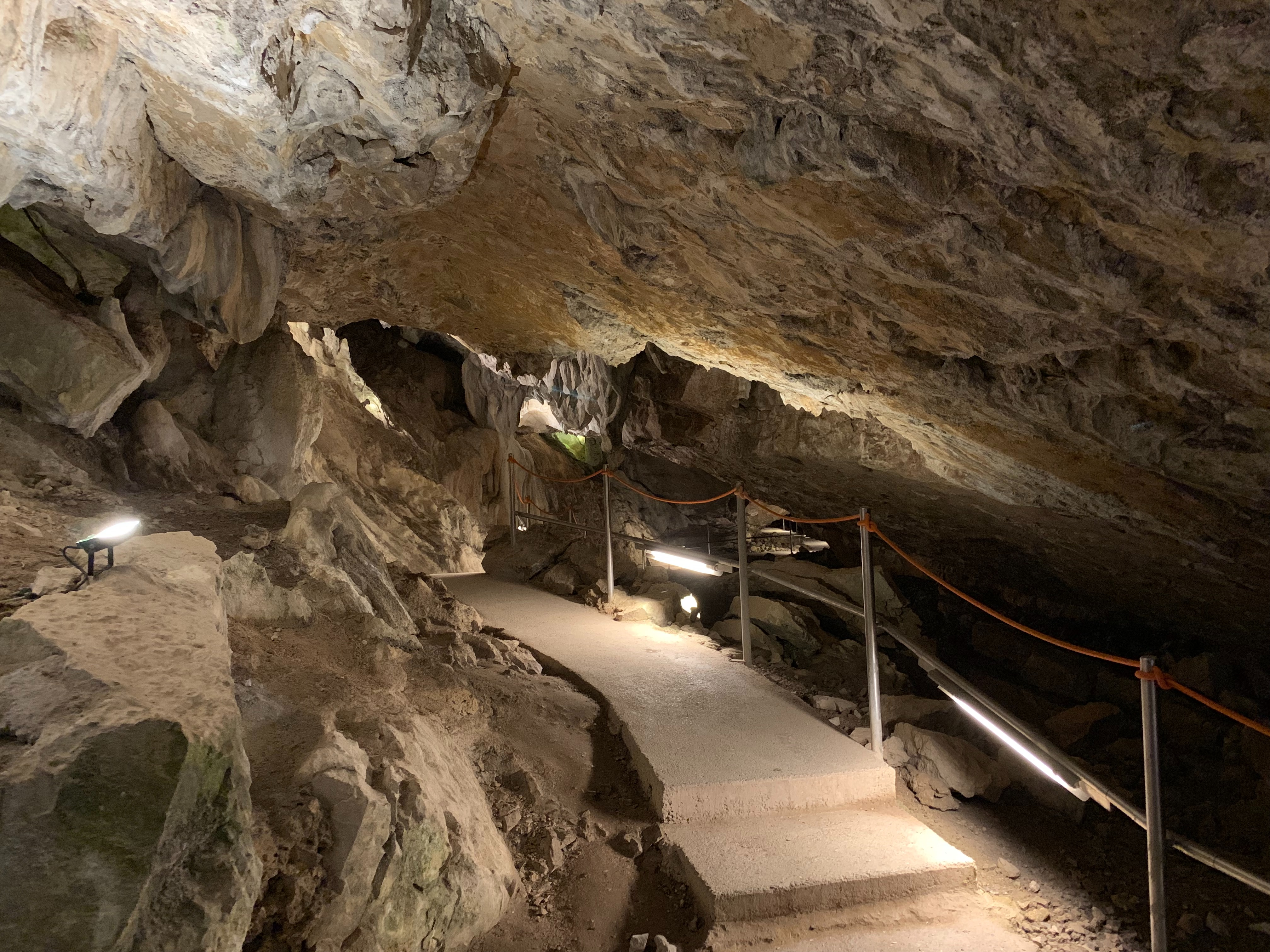
Cueva de las Güixas en Villanúa.

Análogo al Aquelarre en la brujería vasca. Los conventículos son las reuniones de las bruxas. En los conventículos se bailaba, se hacía la Danza de la Ronda y se homenajeaba a las distintas divinidades y númenes femeninos como Marigüena o masculinos el Buco. Estas reuniones secretas se hacían durante noches especiales del año, en relación con el ciclo agrícola y terminaban antes del canto del gallo.
Son muchos los pueblos en los que existe algún lugar en el que se reunían las brujas, estos lugares podían ser cuevas, bosques o barrancos. En Hecho existe la "Cueva de las Brujas". "La Cresta" y "Era de las Brujas" en Castiello. La "Cueva de las Guixas" en Villanúa, era el Zugarramurdi aragonés. En el valle de Tena, en Tramacastilla hay un "Bosque de las Brujas", en Gavín la "Caseta de las Brujas" y en Biescas, junto al barranco de Aratiecho, existe una caseta llamada "de las Brujas". Todo esto son las Lannas del Boc y para ir allí, se utilizaban ungüentos y conjuros como los siguientes:

"Sobre harto y sobre espina a lanna de boch siamos ayna".

“Pie sobre la hoja así la lande de bouc bien me acoja”

"Fulla sobre fulla, a las Eras del Tolosa sea luego allá".

## Omes granizos

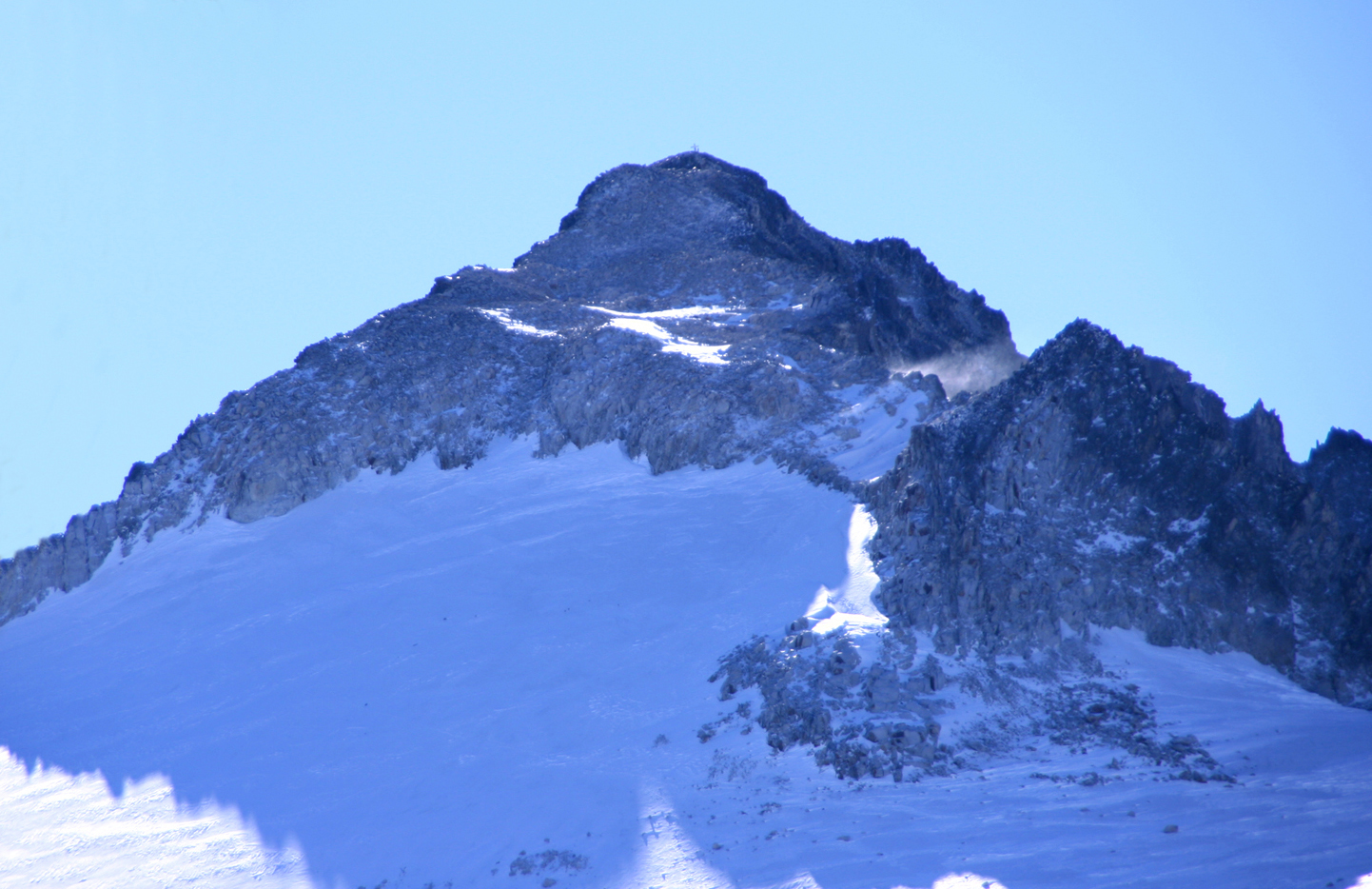
Cima del Aneto, donde habita el Ome granizo de mismo nombre.

Son los antiguos pobladores del Pirineo, gigantes relacionados con las propias montañas, protagonistas de antiguas leyendas. Según la mitología aragonesa, todas las montañas contienen un espíritu. Estos espíritus se pueden hacer visibles, y para ello se convierten en omes granizos, gigantes de piedra.
A lo largo de todo el Pirineo y Prepirineo, son muchas las historias que cuentan la vida de estos gigantes, que en ocasiones se dedican a gritar y gruñir desde lo hondo de las montañas atemorizando a los habitantes de los valles cercanos, donde las voces de los omes granizos se amplifican como en una caja de resonancia.
Omes granizos son:
- Aneto
- Culibillas
- Las Tres Serols
- Maladeta
- Gratal
- Turbón
- Balaitus